# Xaenapta
Xaenapta is een kevergeslacht uit de familie van de boktorren (Cerambycidae). De wetenschappelijke naam van het geslacht werd voor het eerst geldig gepubliceerd in 1864 door Pascoe.

## Soorten
Xaenapta omvat de volgende soorten:
- Xaenapta bakeri Fisher, 1925
- Xaenapta basilana Breuning, 1956
- Xaenapta celebiana Breuning, 1959
- Xaenapta denticollis Fisher, 1925
- Xaenapta gilmouri Breuning, 1962
- Xaenapta humeralis Aurivillius, 1922
- Xaenapta latimana Pascoe, 1864
- Xaenapta perakensis Breuning, 1959
- Xaenapta timorensis Breuning, 1962